# Macac cu coadă scurtă
Macacul cu coadă scurtă (Macaca arctoides) este o specie de macac nativă din Asia de Sud și Asia de Sud-Est. În India se găsește la sud de Fluviul Brahmaputra, în partea de nord-est a țării. Arealul său din India se extinde din Assam și Meghalaya până în estul Arunachal Pradesh-ului, Nagaland, Manipur, Mizoram și Tripura.
Este în principal frugivor, dar se hrănește cu multe componente vegetale, precum semințe, frunze și rădăcini. De asemenea, mănâncă crabi de apă dulce, broaște, insecte și ouă de păsări.

## Caracteristici
Macacul cu coadă scurtă are o blană lungă, deasă, de culoare brună închis, dar fața și coada sa de 32–69 mm sunt lipsite de păr. Puii se nasc albi, blana întunecându-li-se pe măsură ce cresc. Pe măsură ce îmbătrânesc, fețele lor roz deschis sau roșii devin maro sau aproape negre și își pierd mult din păr. Masculii sunt mai mari decât femelele, măsurând 51,7–65 cm lungime și cântărind 9,7–10,2 kg, în timp ce femelele măsoară 48,5–58,5 cm și cântăresc 7,5–9,1 kg. Caninii masculului, care sunt importanți în stabilirea dominării în grupurile sociale, sunt mult mai alungiți decât cei ai femelelor. Ca la toți macacii, această specie are pungi în obraji pe care le folosește la stocarea hranei pentru perioade scurte de timp.

## Răspândire și habitat
Această maimuță din Lumea Veche umblă în patru picioare, de obicei pe sol, nefiind foarte agilă în copaci. Este în general găsit în păduri tropicale și subtropicale umede de foioase veșnic verzi la înălțimi diferite, în funcție de cantitatea de precipitații din zonă. Depinde de păduri umede pentru hrană și adăpost și nu se găsește în păduri uscate, cu excepția părții din areal din regiunea himalaiană a Indiei, petrecând timp în păduri secundare numai dacă acestea se învecinează cu păduri primare tropicale. Cu blana sa deasă, macacul cu coadă scurtă poate trăi în climate reci la înălțimi de până la 4.000 m. Este răspândit din nord-estul Indiei și sudul Chinei până în vârful nord-vestic al Malaeziei de Vest din Peninsula Malacca. Este găsit și în Myanmar, Thailanda, Laos, Cambodgia și Vietnam. Este posibil să fi dispărut din Bangladesh.

## Reproducere
Macacul cu coadă scurtă are două sezoane de împerechere pe an: unul vara (iulie–august) și unul toamna (noiembrie).